# Бойко, Иван Григорьевич (Герой Социалистического Труда)
Иван Григорьевич Бойко (1910 год — дата смерти неизвестна) — бригадир тракторной бригады Бердянской МТС Зачепиловского района Харьковской области, Украинская ССР. Герой Социалистического Труда (1948).
В 1947 году бригада Ивана Бойко вырастила в среднем по 23 центнера пшеницы с каждого гектара на участке площадью 152 гектаров. Указом Президиума Верховного Совета СССР от 16 февраля 1948 года «за получение высоких урожаев пшеницы, ржи, кукурузы и сахарной свеклы, при выполнении колхозом обязательных поставок и натуроплаты за работу МТС в 1947 году и обеспеченности семенами зерновых культур для весеннего сева 1948 года» удостоен звания Героя Социалистического Труда с вручением ордена Ленина и золотой медали «Серп и Молот».